# Ben Daglish
Ben Daglish (London, 1966. július 31. – 2018. október 1.) angol zeneszerző és zenész volt. Nevét a 80-as évek személyi számítógépes játékaihoz írt zenéi tették közismertté.
Londonban született, egyéves korában költöztek szüleivel Sheffieldbe. Legnagyobb ismertséget az 1980-as években szerzett számítógépes játékzenék hoztak számára: a Commodore 64 játék-zeneszerzők között az egyik legismertebb volt, olyan – rajongók közében széles körben ismert – zenékkel, mint a The Last Ninja, a Trap, a Krakout vagy a Deflektor. 
Daglish és régi iskolatársa, Tony Crowther – aki Commodore 64 számítógépes játékok programozásában és zenéiben már igen aktív szereplő volt akkoriban – megalapították a W.E.M.U.S.I.C. csapatot (mely neve az angol „We Make Use of Sound in Computers” rövidítése volt; magyarul „Mi hasznossá tesszük a számítógépek hangjait”, de a betűszó a „mi vagyunk a zene” kifejezésként is kiolvasható a betűkből).
Daglish főleg szabadúszóként dolgozott de pár évig a Gremlin Graphics cég játékaihoz készített zenéket.

## Élete
Daglish Derbyshireban élt ahol zenét szerzett, illetve több angol zenekarban is fellépett, például a Loscoe State Opera-ban. 
Ezen túl rendszeresen fellépett Mark Knight hegedűművésszel és a SID80s együttessel a retro játékeseményeken, mint amilyen a Back in Time Live vagy a Retrovision voltak. Fellépett a Press Play on Tape C64-revival zenekarral és Rob Hubbarddal is.
Rajongott Ronnie Hazlehurstért, aki egy ismert televíziós zeneszerző volt.
2018 október 1-jén hunyt el, tüdőrákban.

## Szerzeményei

### Amstrad CPC
- Dark Fusion (1988 – Gremlin Graphics Software)
- Deflektor (1987 – Vortex Software)
- H.A.T.E. – Hostile All Terrain Encounter (1989 – Vortex Software)
- Mask (1987 – Gremlin Graphics Software)
- Mask II (1988 – Gremlin Graphics Software)
- Masters of the Universe (Les Maitres De L'Univers) (1987 – Gremlin Graphics Software)
- North Star (1988 – Gremlin Graphics Software)
- Skate Crazy (1988 – Gremlin Graphics Software)
- Supercars (1990 – Gremlin Graphics Software)
- Switch Blade (1990 – Gremlin Graphics Software)
- Terramex Cosmic Relief : Prof. Renegade to the Rescue (1988 – Grandslam)
- The Real Stunt Experts (1989 – Alternative Software)
- Thing Bounces Back (1987 – Gremlin Graphics Software)

### Atari ST
- 3D Galax (1987)
- Action Fighter (1986)
- Artura (1988)
- Axel's Magic Hammer (1989)
- Blasteroids (1989)
- Butcher Hill (1989)
- California Games (1989)
- Captain America - Defies the Doom Tube (1988)
- Chase H.Q. (1989)
- Chubby Gristle (1988)
- Continental Circus (1989)
- Cosmic Relief (1987)
- Dark Fusion (1988)
- Deflektor (1988)
- Dynamite Düx (1988)
- FoFT - Federation of Free Traders (1989)
- Footballer of the Year 2 (1989)
- Gary Lineker's Hot Shots
- Greg Norman's Ultimate Golf (1990)
- H.A.T.E. – Hostile All Terrain Encounter (1989)
- Hot Rod (1990)
- John Lowe's Ultimate Darts (1989)
- Kingmaker (1993)
- Legends of Valour (1993)
- Lotus Esprit Turbo Challenge (1990)
- Masters of the Universe (1988)
- Mickey Mouse: The Computer Game (1988)
- Monty Python's Flying Circus (1990)
- Motor Massacre (1988)
- Motörhead (1992)
- North Star (1988)
- Pac-Mania (1989)
- Passing Shot (1988)
- Prison (1989)
- Rick Dangerous (1989)
- Rick Dangerous 2 (1990)
- Road Raider (1988)
- Saint & Greavsie (1989)
- Skidz (1990)
- Super Cars (1989)
- Super Scramble Simulator (1989)
- Switchblade (1989)
- Terramex (1987)
- The Flintstones (1988)
- The Munsters (1988)
- The Running Man (1989)
- Thunderbirds (1989)
- Wizard Warz (1987)
- Xybots (1989)

### Commodore 64[9]
- 720°
- Ark Pandora
- Alternative World Games
- Artura
- Auf Wiedersehen Monty (with Rob Hubbard)[4]
- Avenger
- Biggles
- Blasteroids
- Blood Brothers
- Blood Valley
- Bobby Bearing
- Bulldog[4]
- Bombo
- Challenge of the Gobots
- Chubby Gristle
- Cobra (arrangement of the unused movie theme "Skyline" by Sylvester Levay)
- Dark Fusion
- Death Wish 3 (1987)
- Defenders of the Earth
- Deflektor
- Dogfight 2187
- Firelord (1986)
- Footballer of the Year
- Footballer of the Year 2
- Future Knight
- Future Knight II
- Gary Lineker's Hot Shot
- Gary Lineker's Super Skills
- Gauntlet and Gauntlet II
- Greg Norman's Ultimate Golf
- Hades Nebula
- Harvey Headbanger
- He-Man and the Masters of the Universe
- Heroes of the Lance
- Jack the Nipper
- Jack the Nipper II
- Kettle
- Killer-Ring
- Krakout[4]
- L.O.C.O.
- Mask III – Venom Strikes Back
- Mickey Mouse
- Mountie Mick's Death Ride
- Munsters
- Northstar
- Olli and Lissa
- Pac-Mania
- Percy the Potty Pigeon
- Potty Pidgeon (Death tune only)
- Pub Games
- Re-Bounder
- Real Stunt Experts
- Return of the Mutant Camels
- Skate Crazy
- SkateRock
- Super Cars
- Supersports
- Switchblade
- TechnoCop
- They Stole a Million
- Thing Bounces Back
- Terramex
- The Flintstones
- The Last Ninja (with Anthony Lees)
- Trap[4]
- Vikings
- Way of the Tiger
- William Wobbler
- Wizard Warz
- Zarjaz

### Commodore Amiga
- Artura (1989)
- Chubby Gristle (1988)
- Deflektor (1988)
- Federation of Free Traders (1989)
- Pac-Mania (1988, re-arrangement of arcade game tunes)
- Switchblade (1989)
- Corporation (1990)
- Super Cars (1990)

### Sinclair ZX Spectrum
- Artura (1989)
- Auf Wiedersehen Monty (1987)
- Avenger (1986)
- Blasteroids (1987)
- Blood Brothers (1988)
- Blood Valley (1987)
- Butcher Hill
- Challenge of the Gobots (1987)
- Chubby Gristle (1988)
- Dark Fusion (1988)
- Death Wish 3 (1987)
- Deflektor (1988)
- The Flintstones (1988)
- Footballer of the Year (1987)
- Future Knight (1987)
- Gary Lineker's Hot Shots (1988)
- Gary Lineker's Super Skills (1988)
- Gauntlet 2 (1988)
- H.A.T.E. – Hostile All Terrain Encounter (1989)
- Jack the Nipper 2: in Coconut Capers (1987)
- Krakout (1987)
- Mask 1, Mask 2 (1988)
- MASK III: Venom Strikes Back (1988)
- Masters of the Universe (1987)
- Mickey Mouse (1988)
- Moley Christmas (1987)
- Motor Massacre (1989)
- Mountie Mick's Death Ride
- North Star (1988)
- Pacmania (1988)
- The Real Stunt Experts
- Skate Crazy (1988)
- Super Scramble Simulator (1989)
- Super Sports
- Switchblade (1991)
- Techno Cop (1988)
- Terramex (1988)
- Thing Bounces Back (1987)
- Trap (128k) (1985)
- Wizard Wars

## Külső linkek
- Homepage
- Artist profile at OverClocked ReMix
- C64Audio.com Publisher and record label for Daglish's Commodore 64 music
- Remix64's Interview with Ben Daglish
- English podcast interview from retrokompott.de
- Profile at MobyGames